# 安彦良和
安彦良和（日语：／ Yasuhiko Yoshikazu，1947年12月9日—）是一名日本漫画家、動畫師、角色设计师、动画导演、插畫家以及小說家。他出生于北海道纹别郡遠輕町，现在居住在埼玉县所澤市。
安彦良和曾先后就读于远轻高中和弘前大学，1970年进入虫制作公司的培训所，成为一名动画师。虫制作公司破产后，他成为自由职业者，参与了《宇宙战舰大和号》、《勇者莱汀》、《超電磁機器人孔巴特拉V》以及《无敌超人赞波特3》等多部动画作品的制作。其中，他担任角色设计和作画监督的动画《机动战士高达》连同后续上映的剧场版一起引发了堪称社会现象的热潮，截至2022年仍保持着持久的人气。
1990年后，安彦良和离开动画制作一线，转型为专职漫画家，创作了《大国主》、《虹色的托洛茨基》以及《王道之狗》等以历史为主要题材的作品，并凭借这些作品荣获第19届日本漫画家协会奖优秀奖（《大国主》）和第4届日本新媒体动漫艺术节漫画部门优秀奖（《王道之狗》）。
2001年至2011年期间，安彦良和在漫画杂志《GUNDAM ACE》上连载的《机动战士高达 THE ORIGIN》累计发行量突破1000万册，成为现象级畅销作品。在该作的动画改编作品《机动战士高达 THE ORIGIN I 蓝瞳的卡斯巴尔》（2015年2月上映）中，他时隔约25年重返动画制作一线，担任总监督一职。

## 个人经历

### 早年生活
安彦良和于1947年出生在北海道鄂霍次克综合振兴局远轻町东社名渊（现若松地区），在家中上有三位姐姐和两位兄长（其中长兄出生后不久夭折），下有一位妹妹。其曾祖父曾在福岛县伊达郡半田村（现桑折町）的半田银矿担任绘图师，1891年祖父作为屯田兵迁居至远轻町并开始拓荒事业。家族姓氏原读作“Abiko（あびこ）”，后改为“Yasuhiko（やすひこ）”。安彦的父亲是东社名渊地区薄荷种植的代表人物，1938至1942年间还曾担任过町会议员。据安彦本人回忆，其家庭属于“普通农户，既不富裕也不贫困”。
安彦良和自幼年起便对漫画产生浓厚兴趣，常阅读比他年长三岁的兄长所购买的学年杂志。小学三年级时，他就被铃木光明的《织田信长》深深吸引，并曾在笔记本上用铅笔临摹“川中島合戰”的场景。此间，他主要通过向朋友借阅的方式接触漫画，在小学五、六年级时尤其喜爱横山光辉的《铁人28号》，常常在笔记本的空白页上独自涂鸦作画。安彦的父亲将这些画作称为“ポンチ絵（漫画草图）”，并天真地拿给他人欣赏；而母亲则对此颇为不满，常说“与其做这种无聊事，不如帮忙干点家务”。
小学六年级时，新到任的校长十分热爱绘画，甚至达到能举办个人画展的程度。这位校长不仅指导安彦绘画，还传授了他许多其他知识。安彦表示，自己在初中和高中阶段从未接受过专业绘画指导，即便进入动画行业后也未曾师从他人。“我的画技没有所谓的师父，”他坦言，“如果非要找一位启蒙老师的话，就只有这位小学校长了”。
小学时期，安彦良和还曾研读手冢治虫的《漫画绘制技法》（漫画の書き方），模仿其中“在肯特纸上用墨汁作画”的专业技巧，创作了长达二十余页的漫画作品，并投稿至漫画杂志《冒险王》。

### 初中和高中时期
1960年，安彦良和进入社名渊中学就读。这一时期，他深受手冢治虫《未来世界》的启发，创作了包含间谍与少女被国家权力杀害等情节的漫画——其黑暗风格与后来吕克·贝松执导的电影《这个杀手不太冷》颇有相似之处。初中一年级时，安彦的父亲突发脑梗塞住院，经过半年治疗，最终在安彦初二时不幸离世。
1963年，安彦良和考入北海道远轻高等学校，其兄长亦于同年从远轻高中升入北海道大学。随着兄长离乡求学，安彦家失去了务农的继承人，不得不终止薄荷种植并放弃农作，一度举家迁至安彦姐姐居住的涌别町。但半年后，母亲在远轻新建房屋，全家又重返故里。安彦后来回忆道：“这大概是出于骨子里的倔强吧。母亲常强调‘我们可不是连夜逃走的’”。
高中时期，安彦常被老师拿来与兄长比较，诸如“你哥哥当年可优秀多了”之类的话不绝于耳。事实上，无论是学业还是兴趣爱好，安彦都自觉难以企及兄长的成就，这种挫败感让他深陷自卑。但另一方面，凭借在辩论大会上的出色演讲和社团壮行会主持等学生会活动中的活跃表现，他逐渐崭露头角，高三时更当选为学生会长。在此期间安彦无意中接触到了讲授“马克思主义与中国革命”的课程。当时（至今仍是挚友的）友人正参与日本民主青年同盟（简称“民青”）的部分活动，受其影响，安彦的思想也逐渐“左倾”。
直至初中时期，安彦仍怀揣“成为漫画家”的梦想，但进入高中后，他逐渐接受了“这种不切实际的幻想毫无意义”这样的现实。在选择毕业去向时，他特意将目标锁定在国立大学位于本州地区那些拥有“城堡”的城市——这类文化景观在北海道颇为罕见。基于这一独特标准，他先后报考了金泽大学与弘前大学，最终顺利考入邻县的弘前大学。

### 学生运动
1966年，安彦良和从北海道远轻高中毕业，考入弘前大学人文学部西洋史学系。入学期间，他在弘前大学同乡会结识了后来的妻子。受高中友人影响，他虽曾参与日本民主青年同盟的校园活动，但很快因厌倦其程式化运作而退出。1968年，他发起反越战学生组织“越南和平守护会”，通过策划反战演讲等活动展开社会运动。他反感当时已流于形式的宣传单派发和头盔装扮的街头演说，坚持以平实语言进行书面与口头表达。这种“说人话、写白话”的作风使他获得“你的演讲通俗易懂”的评价，因而常被推举向普通学生进行宣讲，逐渐成为全学共斗会议的核心领袖。
1969年1月东京大学安田讲堂事件期间，安彦的同伴相继被捕，他本人因无法负担上京的旅费而未能参与。怀着“我怎么可能独自安分地留在大学读书”带着这样的愤懑，他也不再前往学校上课。同年9月，当全学共斗会议占领弘前大学行政楼达三周之久。安彦在占领初期曾驻守校舍约半个月，尽管之后因前往东京参加“活动”而提前离开，但在机动队清场后，他仍因涉嫌非法侵入建筑物和妨碍公务罪被捕。1970年1月，弘前大学对其作出开除学籍的处分。此时的安彦陷入深深的虚无：“终于结束了。反战也好左翼运动也好都结束了。迄今为止二十二年来，到底为了什么而活着？”
保释后，安彦怀着“再也没法待在弘前了”的决绝来到东京。在友人帮助下，他一度在照相排版公司工作了约三个月。然而这份工作始终无法让他产生热情。就在此时，虫制作公司的招聘广告在他每天通勤的路上，偶然映入眼帘——这让他蓦然忆起童年那个“成为漫画家”的梦想，并当即决定应聘。面试时，他展示了高中时期在笔记本上绘制的漫画作品，最终顺利通过考核。

### 动画师时代
1970年，安彦良和通过报纸广告应征，以第二期学员身份加入原虫制作所旗下的虫制作培训所。培训所教官沼本清海曾指示他“向高桥信也学习女性角色的绘制技法”，尽管当时还只是动画师助理，却意外获提拔担任《漂泊的太阳》作画设定工作。此后，他与前辈动画师进藤满尾及同期新人川尻善昭组成三人团队，以原画师身份参与《新姆明一族》制作。片中片头曲部分姆明倒立的镜头，成为他职业生涯的首个原画作品。
1973年虫制作公司破产后，安彦良和转为自由职业者，先后将工作据点转移至Office Academy及其创映社（即日升动画的前身）。在Office Academy期间，他参与了《宇宙战舰大和号》的分镜制作；而在创映社时期，他涉足了多种题材的动画作品：包括1973-1974年的《英勇無敵號》、《勇者莱汀》以及《超电磁机器人孔巴特拉V》等硬核机甲动画，还涉足《百宝星君》、《淘气原始人库姆库姆》等充满童趣的奇幻喜剧作品。
安彦良和并非生来就热爱动画。学生运动时期的战友曾尖锐地质问：“搞动画能有什么意义？能改变这个社会吗？”这样的质疑让他对动画工作产生了近乎负罪感的纠结——“如果只是当个画匠……而不去拓展责任范畴、提升工作价值，我简直无颜面对昔日的同志”。直到1974年参与《宇宙战舰大和号》制作，在西崎义展这位传奇制作人的感召下，他才真正领悟到：“原来动画是值得成年人倾注热血的崇高事业”。在制作《淘气原始人库姆库姆》时，他不仅亲自撰写企划案，更包揽了剧本创作、导演调度和作画监督等多重角色。剧中主角库姆库姆的造型，正是以他1973年出生的长子为原型（有趣的是，这个孩子初中时常被误认作安彦的弟弟）。而比长子小三岁的次子，如今已成为安彦工作室的核心助手。
在创映社改组为日本日升后制作的《无敌超人赞波特3》中，安彦良和担任角色设计一职。1978年完成《再见宇宙战舰大和号》时，他本已决心“就此彻底告别‘大和号’系列”，但在西崎制作人的极力挽留下，仍参与了后续电视版制作。然而1979年《机动战士高达》项目启动时，他最终通过一通激烈争吵的电话与“大和号”团队分道扬镳。
1979年4月开播的《机动战士高达》中，安彦良和担纲角色设计与作画监督。然而在电视版制作期间，他因罹患胸膜炎住院治疗约五个月，致使未能参与全篇43集中最后10集的制作。
1983年，安彦良和首次执导剧场版动画《毁灭者乔》。该片原著作者高千穗遥不仅是他的好友，当时的情谊氛围也让他“实在难以推辞”。但事后他坦言：“并非真心想接这个项目”，“始终没搞懂太空歌剧的趣味所在”。1984年他身兼原著与导演的《巨神GORG》遭遇商业滑铁卢，这次失败让他“彻底失去了继续做动画的热情”。
1979年，安彦良和在《龙》杂志（德间书店）上发表《亚利安》，正式以漫画家身份出道。1986年，他亲自执导了同名剧场版动画《亞利安》。此后数年，他同时兼顾动画与漫画创作，直至1989年完成《金星战记》的导演工作后，最终转型为专职漫画家。
安彦良和退出动画业界的原因主要有二：其一是观看了《风之谷》与《福星小子2 綺麗夢中人》后，深感自身作品难以企及如此高度的艺术水准；其二是亲自执导的《巨神GORG》未能在演出效果上取得突破，让他清醒认识到自身能力的局限。
1982年，安彦良和在《Animage》杂志连载的随笔专栏《月下杂记簿》中，针对东映制作的引发争议的剧场版动画《FUTURE WAR 198X年》撰写了尖锐的评论。令他尤为欣慰的是，正如其在连载终章所述，多数读者并未盲目附和，而是秉持“先理解作者观点，再自主判断是非”的审慎态度。安彦同时坦言：“当议题涉及政治这类领域时，我三十余年人生积累的政治体验难免会渗透进言论之中。这类发言……面向年轻读者时，总不免会显得居高临下”。
1989年执导《金星战记》时，安彦良和曾抱有“若票房尚可就再拍续作”的期待，然而该作市场反响惨淡，最终令他不得不带着遗憾退出动画行业。

### 漫画家时代
1989年，安彦良和以《大国主》（1989-1991年）为起点，正式开启职业漫画家的创作生涯。此后相继推出以满洲为背景探究昭和时代直到诺门罕事件为止的背后历史的《虹色的托洛茨基》（1990-1996年）、以甲午战争和日俄战争为题材的《王道之狗》（1998-2000年）以及《天之血脉》、《鞑靼台风》（2000-2002年）等历史题材力作，并凭借《大国主》荣获第19届日本漫画家协会奖优秀奖（1990年），《王道之狗》获得第4届日本新媒體動漫藝術節漫画部门优秀奖（2000年）等重要奖项。在《日本武尊》单行本第六卷后记中，他特别提及：“《大国主》获得日本漫画家协会奖的肯定，让我真切感受到自己作为漫画家的身份得到了业界认可”。
2001年6月，安彦良和在高达专业月刊杂志《GUNDAM ACE》上，开始连载将其动画师时代作为核心主创参与的《机动战士高达》漫画化的作品——《机动战士高达 THE ORIGIN》。该连载从2001年6月号持续至2011年8月号，历时约十年之久，累计发行量突破1000万册，成为现象级畅销作品。关于创作动机，他坦言：当听到因动画版高达走红后，部分粉丝和自诩评论家声称“新人类改变世界才是高达的主题”时，这种论调与学生运动时代所闻“只要建立革命政党就能实现革命”的空洞口号如出一辙，令人深感不安。“作为最初的创作者，了解作品表里之人岂能置身事外”、“我清楚当年制作高达时的真实理念，能呈现这一点的唯我一人”——正是这份使命感促使他接手此项工作。 
2006年，安彦良和就任神户艺术工科大学媒体表现系教授，直至2015年3月卸任教职。2012年3月，安彦良和在《北海道新闻》晚报连载自传体专栏《我心中的历史》（私のなかの歴史），回顾个人半生历程。2013年11月11日至12月28日期间，他更在《中日新闻》、《东京新闻》等多家晚报同步刊载人生回忆录专栏《此道》，记述艺术生涯中的关键片段。 
2014年5月，官方正式宣布安彦良和将担任OVA《机动战士高达 THE ORIGIN》的总导演。这标志着他时隔约25年重返动画制作一线。2018年开始连载的《乾与巽—后贝加尔战记—》（乾と巽 -ザバイカル戦記-）曾被作为安彦良和最后一部连载作品。但在2025年3月，时年77岁的安彦良和又开始的新的历史漫画作品连载，这就是在周刊Young Jump上刊载的《银色之路 - 半田银山异闻 -》。
2019年12月14日，在安彦良和居住的所泽市与出版高达相关书籍的KADOKAWA集团共同主办的“第五届所泽文化创造会议”（作为“COOL JAPAN FOREST”构想的一环而创办的系列会议）上，安彦良和发表了主题演讲。2022年公映的《機動戰士GUNDAM 庫克羅斯·德安之島》成为安彦良和的动画收官之作。
安彦良和为日本漫画家协会会员。他也曾是日本SF作家俱乐部会员。

## 评价

### 几原邦彦
动画导演兼音乐制作人几原邦彦曾以《亚里安》和《金星战记》为例指出：安彦作品中的男性主角往往最终与青梅竹马的女性角色结合，这种叙事模式堪称“恋母情结的极致体现”。他直言：“细想之下，这种设定实在令人不适”，并质疑安彦是否完全无法理解“年长世故女性吸引年轻男性”这类人物关系的心理描写。

## 奖项
- 1981年，获第12届星云奖（艺术部门）[55]。
- 同年，获得了第3届动画大奖赛动画师部门第一名（6,759票，是第二名的三倍[56]）
- 1982年，第4届动画大奖赛作画者部门第1名（6,042票，为第2名的4倍[56]）
- 1985年，动画大奖赛观众喜爱奖[57]
- 1990年，以《大国主》获第19届日本漫画家协会优秀奖[44]。
- 2000年，以《王道之狗》荣获文化厅主办的第4届日本新媒体动漫艺术节漫画部门优秀奖[41][58]。
- 2012年，以《机动战士高达：THE ORIGIN》获得第43届星云奖（漫画部门）[41]。
- 2015年，获得第20届神户动画奖特别奖[59]。
- 2021年，获得第44届日本电影学院奖协会特别赏[60]。
- 2022年，文化厅电影奖[61]。
- 2022年，安彦良和凭借电视专题节目《浦泽直树的漫勉neo（日语：浦沢直樹の漫勉）～安彦良和篇～》荣获第25届日本新媒體動漫藝術節娱乐部门大奖[62]。
- 2024年，荣获第7届井上靖纪念文化奖特别奖[63][64]（旭川市、北海道新闻社主办）

## 作品列表

### 漫画作品
| 作品名称                       | 出版社／卷数／发行年月                                                                                                 | 連載                                                                                         | 備考 |
| ------------------------------ | --- | -------------------------------------------------------------------------------------------- | --- |
| 亚利安                         | 德间书店、Animage Comics／全5卷／1980年11月-1985年1月发行 等                                                           | 德间书店《龙》杂志1979年                                                                     | 安彦良和的出道作品，于1986年被改编为剧场版动画。 |
| 库尔德之星（クルドの星）                 | 德间书店、少年Captain Comics（全3卷）/ 1986年1月-1987年6月发行 等                                                      | 徳間書店《月刊少年Captain》 1985年2月号-1987年4月号                                          | 在《亚利安》电影化时，因取材旅行前往土耳其而诞生的作品。此次旅行也是安彦本人首次的海外旅行。这部作品由文春数字漫画馆以全2卷的形式推出电子书版本。 |
| 金星战记                       | 学习研究社、Nora Comics（全4卷）/ 1987年9月-1990年5月发行 等                                                           | 学習研究社《月刊Comic Nora》1986年9月号-1990年4月号                                          | 1989年以剧场版动画形式公映。 |
| C球场（Cコート）                      | 德间书店、少年Captain Comics（全1卷）/ 1988年7月发行 新版、龙Comics/ 2010年9月                                         | 德间书店《月刊少年Captain》1987年12月号 - 1988年5月号                                        | 这是安彦首次创作的体育题材漫画，以网球为主题。后因制作电影《金星战记》而未能完结。 |
| 大国主                         | 德间书店、精装版（全5卷）/ 1989年8月-1991年11月发行 等                                                                 | 原创作品                                                                                     | 原创作品，也是专注于漫画创作后的首部作品。荣获第19届日本漫画家协会奖优秀奖。 |
| 虹色的托洛茨基                 | 潮出版社、希望漫画丛书（全8卷）/1992年7月-1997年1月发行 等                                                             | 潮出版社《Comic Tom》1990年11月号 - 1996年11月号                                             | 文化人类学家山口昌男等知名人士为本书撰写了卷末后记。 |
| 神武                           | 德间书店、精装版（全5卷）/1992年6月-1995年3月发行 等                                                                   | 原创作品                                                                                     | 《大国主》的续作。众多前作角色再度登场。 |
| 安东（安東 ANTON）                       | 学習研究社、Nora Comics Deluxe（全3卷）/1993年10月-1995年6月发行                                                       | 学习研究社《月刊Comic Nora》1992年9月号-1995年4月号                                          | 这是一个关于源义经的遗孤、星若丸在十三安东氏等人的协助下，试图推翻杀父仇人镰仓幕府的故事。由文春数字漫画馆推出电子书版。 |
| 三河物语 漫畫日本的古典 23（三河物語 マンガ日本の古典 23） | 中央公论社、精装版/1995年2月发行 中公文库版/2001年2月发行 宽幅版/2021年5月发行                                         | 原创作品                                                                                     | 作品以效力于德川家的重臣、大久保忠教为原型，通过少年鱼贩一心太助的视角展开叙述。 |
| 圣女贞德（ジャンヌ Jeanne）                   | NHK出版、平装版（全3卷）/1995年10月-1996年7月发行 新版（全1卷）/2002年3月发行                                          | 原创作品（原作大谷暢顺）                                                                     | 首部全彩原创作品。由文春数字漫画馆推出电子书版。 |
| 耶稣（イエス JESUS）                       | NHK出版、平装版（全2卷）/1997年4月-1997年9月发行 新版、合订本（全1卷）/2003年3月发行                                   | 原创作品                                                                                     | 全彩原创作品。由文春数字漫画馆推出电子书版。 |
| 马拉亚（マラヤ MARAYA）                     | MediaWorks、DengekiComics EX/全4巻/1998年5月-2000年10月发行 新版、筑摩书房（全1卷）/2005年11月发行                     | MediaWorks《电击Adventures》VOL.18-27、《电击hp》VOL.5-7                                     | 第三部全彩作品。科幻奇幻题材。由文春数字漫画馆推出电子书版。 |
| 尼禄                           | 文艺春秋、Bingo Comics（全2卷）/1998年11月-1999年9月发行 等                                                            | 文艺春秋《月刊Comic BINGO》1998年3月号 - 1999年5月号（第13-15话为特别创作内容）              | 这部作品描绘了罗马皇帝尼禄从登基到死亡的全过程。由于原连载杂志停刊，第13话及后续内容均为单行本特别创作。现已由文春数字漫画馆推出电子书版。 |
| 王道之狗                       | 講談社、Mr. Magazine KC版（全6卷）/1998年6月-2000年3月发行 白泉社、Jets Comics（全4卷）等                              | 讲谈社《Mr. Magazine》1998年第1号 - 2000年第3号                                              | 描绘自由民权运动发展历程的近代史。白泉社版本的第31话、47话为全新创作内容。安彦表示“希望将白泉社版视为正统的《王道之狗》”（引自白泉社版第4卷后记）。 该作品荣获第四届日本新媒体动漫艺术节漫画部门优秀奖。                                                         |
| 鞑靼台风（韃靼タイフーン）                   | Media Factory、MF Comics Flapper系列（全4卷）/2001年1月-2002年5月发行 等                                               | Media Factory《Comic Flapper》2000年3月号 - 2002年5月号                                      | 这是一部以近未来函馆为舞台的冒险动作剧。 |
| 蚤之王                         | 讲谈社、Morning KCDX（全1卷）/2001年7月发行 等                                                                         | 讲谈社《Morning新Magnum增刊》2001年第14号-20号                                               | 以《古事记》为主题的第三部作品。 |
| 亚历山大（アレクサンドロス 世界帝国への夢）                   | NHK出版、NHK特别节目《文明之路》漫画版（全1卷）/2003年7月发行                                                          | 原创作品                                                                                     | NHK特集《文明之路》漫画化作品。2018年11月由文春数字漫画馆推出电子书版。 |
| 機動戰士GUNDAM THE ORIGIN      | 角川書店、角川漫画Ace（全24卷）/2002年6月-2011年11月、2015年2月发行 角川书店、珍藏版（全12卷）/2005年5月-2014年8月发行 | 角川书店《GUNDAM ACE》创刊号（2001年6月号）-2011年8月号                                      | 这是安彦良和根据动画《机动战士高达》改编的漫画版。在设定和设计上与动画版存在部分差异，并加入了《夏亚、塞拉篇》等漫画原创剧情。荣获第43届星云奖（漫画部门） 2015年2月还出版了收录外传的24卷特别篇。其中相当于动画原版前传的部分，由安彦本人担任导演制作成了动画。 |
| 麗島夢譚                       | 德间书店、龙漫画丛书（全4卷）/2009年1月-2012年12月                                                                     | 徳間書店『月刊COMICリュウ』2006年11月号-2012年9月（不定期連載）                              | 本作以江户时代前期的丽岛（即台湾，源自葡萄牙语“”意为“美丽之岛”）为舞台，描绘了天草四郎、承袭松浦党血脉的海盗青年、以及三浦按针的遗孤等人物，被卷入西班牙与荷兰争夺丽岛的纷争中，展开的一系列冒险故事。                                                           |
| 天之血脈                       | 讲谈社、Afternoon KC（全8卷）/2012年8月-2016年10月 等                                                                  | 講談社《月刊Afternoon》2012年3月号-2016年11月号                                              | 本作以明治末期的日本及亚洲为舞台，与《虹色的托洛茨基》和《王道之狗》并称为“近代史三部曲”。该作荣获第20届文化厅媒体艺术祭漫画部门审查委员会推荐作品。 |
| 日本武尊                       | 角川书店、KADOKAWA Comics Ace（全6卷）/2013年2月-2018年10月 等                                                         | 角川书店《Samurai Ace》VOL.1-10（休刊）、ComicWalker 2014年8月20日配信号-2018年6月20日配信号 | 这是继《大国主》、《神武》以及《蚤之王》之后的又一部日本古代史系列作品。以日本武尊为主人公，描绘其传奇一生。 |
| 乾与巽 -外贝加尔战记-（乾と巽 -ザバイカル戦記-）      | 讲谈社、Afternoon KC（全11卷）/2019年4月-2024年7月                                                                     | 讲谈社《月刊Afternoon》2018年11月号 - 2024年7月号                                            | 这是一部以西伯利亚出兵为题材的创作作品。 |
| 银色之路 -半田银山异闻-（銀色の路 -半田銀山異聞-）    | | 集英社《周刊Young Jump》2025年第14号起                                                       | 本作采用隔周短期集中连载形式，以明治初期的福岛为舞台，讲述五代友厚立志复兴银山的故事。 |

### 小说
- 《西雅图战斗挽歌》（シアトル喧嘩エレジー）德间书店，1980年[90]
- 《苍人传说 - 风中的露》（蒼い人の伝説―ルウは風の中で）角川书店、角川Novels 1988年版／角川文库 1990年版[91][92]
- 《钢马传说》全5卷[93]角川小说/德间双文库2002-2003[94][95]
- 《腾格里大战》（テングリ大戦）全4卷角川小说1990年 - 1992年[96][97]
- 《圣王子库库尔坎》（聖王子ククルカン）全2卷角川Sneaker文库1993年[98][99]

### 对话与访谈
- 《安彦良和对话集：动画、漫画、战争》（安彦良和対談集 アニメ・マンガ・戦争）角川书店，2005年[100]
  - 与松本健一、福井晴敏、矢作俊彦等19人的对话[100]
- 《原点 THE ORIGIN：描绘战争，刻画人性》（原点 THE ORIGIN 戦争を描く、人間を描く）岩波书店，2017年。采访人：斋藤光政[101]
- 《革命与亚文化：连接“那个时代”与“当下”的思辨之旅》（革命とサブカル 「あの時代」と「いま」をつなぐ議論の旅）言视社，2018年[49][102]
- 杉田俊介，《安彦义和的战争与和平：高达、漫画、日本》（安彦良和の戦争と平和－ガンダム、マンガ、日本），中央公论新书 Lacre ，2019年。采访讨论[103]
- 《安彦良和创作手记》（安彦良和マイ・バック・ページズ）大田出版社，2020年。采访人：石井诚[104]
- 《安彦良和创作手记〈機動戰士GUNDAM 庫克羅斯、德安之島〉篇》，太田出版，2023年1月12日。采访人：石井诚[105]
- 《安彦良和历史画报：作者亲述历史漫画指南》（安彦良和の歴史画報　著者が語る歴史マンガガイド），玄光社，2023年11月。视觉指南[106]

### 动画片

#### 导演作品
- 《宇宙先鋒（日语：クラッシャージョウ）》（電影版）导演、角色设计、作画监督、首席原画[107]
- 《巨神GORG》原作、导演、角色设计、作画监督、首席原画[108]
- 《亚利安》原作、导演、角色设计、作画监督[109]
- 《风与木之诗》导演、分镜[110]
- 《金星战記》原作、导演、编剧、角色设计、分镜、原画（未列名）[111]
- 《机动战士鋼彈 THE ORIGIN》原作、总导演、角色设计、分镜、原画、片尾插画[112]
- 《機動戰士GUNDAM 庫克羅斯·德安之島》导演[113][114]、分镜、角色设计、原画[113]

#### 造型设计
- 《勇者莱汀》角色设计和作畫監督[16][115]
- 《小康康》原案、角色设计（※主人公库姆库姆以安彦良和的亲生子女为原型）、作画监督、分镜、原画[116]
- 《超电磁机器人 孔巴德拉V》角色设计、分镜[117][118]
- 《無敵超人桑波特3》角色设计[16]
- 鋼彈系列
  - 《机动战士鋼彈》總作画监督、角色设计[22]
  - 《機動戰士Z鋼彈》角色设计[119]
  - 《機動戰士鋼彈ZZ》设计协作[120]
  - 《機動戰士鋼彈F91》角色设计[121]
  - 《GUNDAM EVOLVE》（EVOLVE../9）角色设计[122]
  - 《机动战士高达UC》原创角色设计
- 《白牙传说（日语：白い牙 ホワイトファング物語）》设计[123]
- 《地球SOS 走吧Kororin（日语：地球SOS それいけコロリン）》角色设计[124]
- 《新海底军舰》角色设计[123]

#### 以作画或單集執導身分参与作品
- 《飘泊的太阳》艺术设定[125]
- 《小万沙（日语：ワンサくん）》原画[126]
- 《百宝星君（日语：ろぼっ子ビートン）》角色设计[127]
- 《英勇無敵號》演出[128]
- 宇宙战舰大和号系列
  - 《宇宙戰艦大和號》分镜及原画（最终集）[118]
  - 《告别宇宙战舰大和号》原创概念合作（未列名）[註 4]分镜、原画（未列名）[註 5][131]
  - 《宇宙战舰大和号2》系列作品（未列名）[註 6]、分镜[131]
  - 《宇宙戰艦大和號 新的旅程》分镜和原画[131]
- 《鬥將戴摩斯》分镜[23]
- 《无敌钢人泰坦3》第33集作画监督、分镜、原画（只野泰彦名义）[23]
- 《小王子》演出[132]
- 《日本動畫人展覽會》“安彦良和、板野一郎原画集”的布局、原画、绘图修正（採用當時的製作素材剪輯）[133]

### 广告
- 札幌啤酒“第95届箱根驿传特别版原创广告”新年特辑（2018年1月2日-3日于日本电视台系《第95届东京箱根间往复大学驿传竞走（日语：第95回東京箱根間往復大学駅伝競走）》节目中播出）安彦良和亲绘线稿动画[134][135]

## 电视出演
- 《机动战士高达30周年纪念 大家的高达 完全版》（2009年4月26日，Animax）[136]
- 《鬧鐘電視》（2014年11月21日，富士电视台）[137]
- 《漫道小林（日语：漫道コバヤシ）》（2015年5月19日，富士电视台ONE）[138]
- 《Goro Deluxe》（2015年9月3日，TBS）[139]
- 《Nozi的灵感工作坊》（2018年12月8日——2020年12月12日[140]，NHK教育电视台）
- 《心灵时代：宗教与生活 - “我想理解那些不可理解的事情”》（2019年5月，NHK教育电视台）[141]
- 《浦泽直树的漫勉Neo》（2021年6月9日，NHK教育频道）[62][142]
- 《有吉×怪物》（2021年9月29日，日本电视台） [143]

## 其他
在职业棒球方面，安彦良和是广岛东洋鲤鱼队的球迷，并且反对读卖巨人队。他公开宣称自己是田中真弓的忠实粉丝，甚至用“不灭的少年之声”来盛赞其声线。虽然曾因离开动画行业而以为再无合作机会，但对能在《THE ORIGIN》中邀请到田中献声感到欣喜不已。安彦良和在著作《原点 THE ORIGIN 描绘战争，描绘人性》中指出：虽然战后日本开展的“一亿总忏悔”运动中存在许多无需过度反省的问题，随着国家稳定出现恢复元气的动向本属正常，但若方向错误，就可能倒退至“日本未曾有进行过侵略”或“虽说殖民统治是恶行，但日本也做过好事不是吗”等论调。他认为安倍晋三首相的所作所为，正是这种不应回归的错误方向。

## 弟子
- 作为动画师，安彦良和的弟子包括板野一郎；在九月社时期的弟子则有高桥久美子和佐藤元。据安彦所述，在日升社招募的四位动画师中，高桥排名第二，佐藤排名第四，都是技艺出众者。最终安彦从这四人中选择了高桥和佐藤加入九月社。[148]
- 虽然神村幸子与川元利浩常被误认为是安彦良和的弟子，但实际情况并非如此。神村原本隶属于东京电影系的工作室イルカ（海豚社），与安彦的首次合作仅是担任《亚里安》的原画师，此前并无交集。而川元则是在《机动战士高达ZZ》时期被神村发掘其才华，因此准确来说应是神村的弟子，而非安彦。[149]

## 脚注